# Vana-Otepää
Vana-Otepää är en ort i Estland. Den ligger i Otepää kommun och landskapet Valgamaa, i den södra delen av landet, 180 km sydost om huvudstaden Tallinn. Vana-Otepää ligger 148 meter över havet och antalet invånare är 163.
Terrängen runt Vana-Otepää är platt. Runt Vana-Otepää är det glesbefolkat, med 17 invånare per kvadratkilometer. Närmaste större samhälle är Otepää, 3,2 km sydväst om Vana-Otepää. I omgivningarna runt Vana-Otepää växer i huvudsak blandskog.